# Аркејдија (Висконсин)
Аркејдија (енгл. Arcadia) град је у америчкој савезној држави Висконсин.

## Демографија
По попису из 2010. године број становника је 2.925, што је 523 (21,8%) становника више него 2000. године.
| Група             | 2000.         | 2010.         |
| Белци             | 2.307 (96,0%) | 1.963 (67,1%) |
| Афроамериканци    | 3 (0,1%)      | 22 (0,8%)     |
| Азијати           | 6 (0,2%)      | 17 (0,6%)     |
| Хиспаноамериканци | 74 (3,1%)     | 914 (31,2%)   |
| Укупно            | 2.402         | 2.925         |